# Arbeit für alle
Arbeit für alle (engl. Full Employment, frz. Plein emploi) ist ein deutscher Kurzfilm aus dem Jahr 2008 von Matthias Vogel und Thomas Oberlies mit Wilfried Elste in der Hauptrolle. Die Mockumentary über ein vermeintliches Arbeitsmarktprojekt wandelt sich unvermittelt in einen blutigen Horror- und Splatterfilm.

## Handlung
Der Film beginnt als scheinbar klassischer Dokumentarfilm über ein innovatives Pilotprojekt der Bundesregierung zur Verlängerung der Lebensarbeitszeit: In der "Agentur für Arbeitsbetreuung" in Magdeburg unterstützen junge Berufseinsteiger alte Menschen in ihrem Arbeitsalltag, damit diese länger in ihren angestammten Berufen weiterarbeiten können. Der Film begleitet den Arbeitsbetreuer Miro einen Tag bei seiner Arbeit. Sein Klient ist der 78-jährige Horst Janssen, dessen wahre Tätigkeit als professioneller Zombiejäger sich erst im Verlauf des Films enthüllt.

## Konzept und Entstehung
Die Grundidee zum Film entwickelte sich, als die Regisseure Thomas Oberlies und Matthias Vogel während eines Filmfestivals mehrere Dokumentarfilme sahen. Ihre zunächst scherzhafte Überlegung, Zombies in einen konventionellen Dokumentarfilm einzubauen, gewann an Substanz, als sie begannen, sich mit aktuellen arbeitsmarktpolitischen Themen auseinanderzusetzen. „Wir haben realisiert, dass ein Film über die Zukunft des Arbeitsmarkts in Deutschland automatisch ein Horrorfilm sein würde“, erklärte Regisseur Thomas Oberlies.
Das konkrete Drehbuch entstand im Rahmen einer Ausschreibung der Kulturstiftung des Bundes zum Thema „Zukunft der Arbeitswelt“. Nach mehreren Absagen erhielt das Projekt eine Förderung der Kunststiftung Sachsen-Anhalt sowie eine Förderprämie aus der Kurzfilmförderung des Bundeskulturstaatsministers. Die technische Umsetzung erfolgte mit einem Budget von 35.000 Euro in einer leerstehenden Großküche eines Berliner Krankenhauses. An den aufwendigsten Drehtagen waren bis zu hundert Mitarbeiter am Set beteiligt.

## Analyse und Rezeption
Das französische Filmmagazin Format Court zog Parallelen zu den zombiekritischen Gesellschaftsanalysen George A. Romeros und interpretierte den Film als Kommentar zur prekären Arbeitssituation junger Menschen. Ähnlich wie in Romeros „Zombie“ (Dawn of the Dead, 1978), der einen Supermarkt als Metapher für den Kapitalismus nutzte, wählten Oberlies und Vogel das Großraumbüro als symbolischen Schauplatz.
Der Film reiht sich dabei in eine Tradition politischer Zombie-Filme ein, die von John Gillings „Plague of the Zombies“ (1966) bis zu Edgar Wrights „Shaun of the Dead“ (2004) reicht. In all diesen Werken dient die Zombie-Figur als Metapher für gesellschaftliche Missstände und prekäre Arbeitsverhältnisse.
Die deutsche Presse würdigte vor allem den pseudo-dokumentarischen Ansatz und die politische Dimension des Films. Die RHEINPFALZ charakterisierte ihn als „sarkastisch überzeichnend, doch in seinem pseudo-dokumentarischen Ansatz hochpolitisch“. Die Frankfurter Rundschau betonte die Wirklichkeitsnähe der Pseudo-Dokumentation und hob besonders die „lakonische“ Darstellung des Zombie-Jägers durch Wilfried Elste hervor.

## Festivalerfolg und internationale Resonanz
Arbeit für alle feierte seine Deutschland-Premiere auf dem Fantasy Filmfest 2008. Seine internationale Festivalpremiere fand auf dem Sitges Festival Internacional de Cinema Fantàstic de Catalunya statt. Der Film wurde auf zahlreichen internationalen Filmfestivals gezeigt, darunter bedeutende wie das Festival du Court-Métrage de Clermont-Ferrand, das Edinburgh International Film Festival, das Seattle International Film Festival und das Bucheon International Fantastic Film Festival.
Der Film erhielt mehrere Auszeichnungen. Beim Fantastic Fest in Austin gewann er den Best Horror Short. Beim Landshuter Kurzfilmfestival wurde er sowohl mit einem Jury- als auch mit dem Publikumspreis ausgezeichnet. Weitere Publikumspreise erhielt der Film beim L'Etrange Festival Paris, beim San Sebastian Horror & Fantasy-Film Festival, beim FANT Bilbao Fantasy-Film Festival sowie beim Festival Européen du Film Fantastique de Strasbourg.

## Veröffentlichung
Der Film erschien 2009 als Teil der "Fantasy Filmfest Shorts" auf einer 2-Disc Special Collector's Edition DVD (Region 2).
In Deutschland erhielt er von der FSK die Einstufung „Keine Jugendfreigabe/FSK 18“ mit der zusätzlichen Einschränkung „ohne Feiertagsfreigabe“, was öffentliche Vorführungen an stillen Feiertagen untersagt. Im Kontrast dazu wurde der Film in Frankreich für den Schulunterricht aufbereitet, wo das Centre national du cinéma et de l'image animée CICLIC umfangreiches pädagogisches Begleitmaterial entwickelte.